# Impromptu n.º 1 (Chopin)

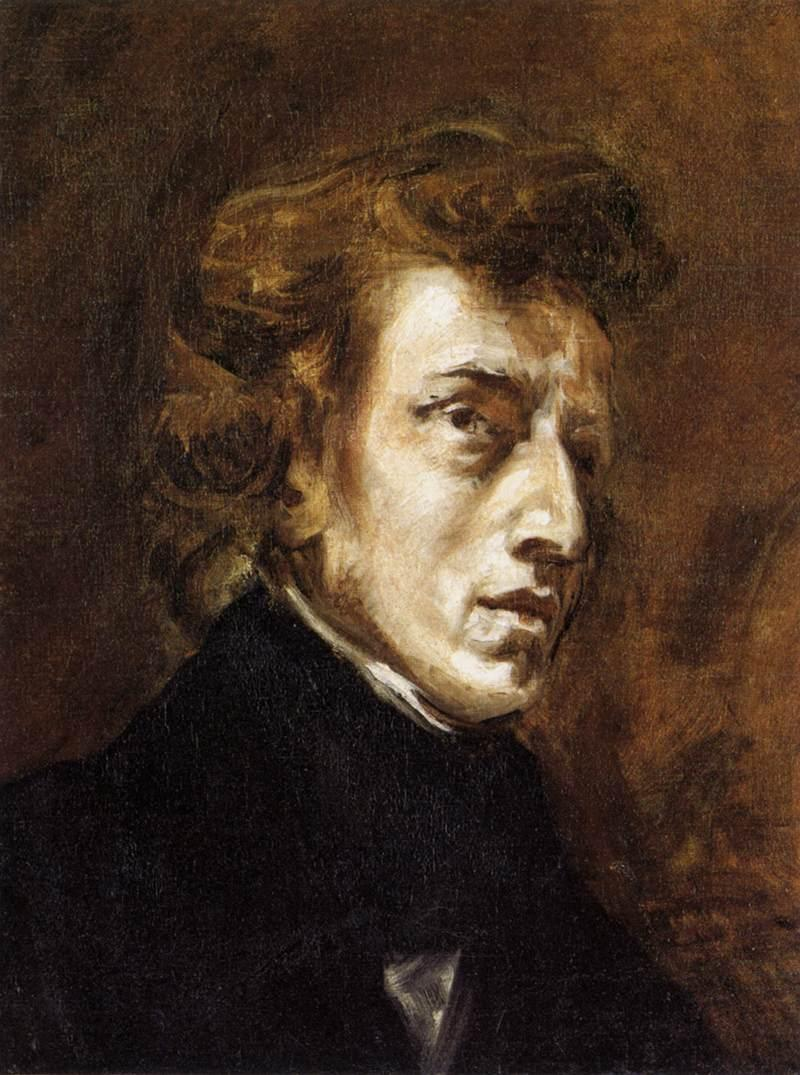
Frédéric Chopin, retrato (inacabado, de 1838), por Eugène Delacroix.

El Impromptu n.º 1 en la bemol mayor, Op. 29 de Frédéric Chopin fue compuesto en 1837. Contiene un estilo musical muy sofisticado y es considerada difícil por muchos pianistas.

## Música
El impromptu está dividido en tres partes, la sección central está en la tonalidad de fa menor. Un perpetuum mobile en tresillos acompaña la pieza.